# 臺南市東區東光國民小學
臺南市東區東光國民小學，簡稱東光國小，是一所位於臺灣臺南市東區的市立國民小學，在東光路上，附近有台南紡織。

## 外部連結
- 臺南市東區東光國民小學 （页面存档备份，存于）